# Rhipidure de Kadavu
Rhipidura personata
Espèce
Statut de conservation UICN

 NT  : Quasi menacé
Synonymes
- Rhipidura spilodera

Le Rhipidure de Kadavu (Rhipidura personata) est une espèce de passereau de la famille des Rhipiduridae.
Il est étroitement apparenté au Rhipidure tacheté des Fidji et forme une super-espèce avec les autres rhipidures des îles Salomon (Rhipidure brun) et Samoa (Rhipidure des Samoa). Il se reproduit en octobre et novembre.

## Distribution
Cette espèce est endémique des Fidji, elle se rencontre sur les îles Kadavu et Ono de l'archipel de Kadavu (Fidji).

## Habitat
Il habite les forêts humides tropicales et subtropicales en plaine où il se nourrit d'insectes attrapés au vol.
Il forme parfois des bandes mixtes avec l'Échenilleur de Polynésie, le Bouscarle des Fidji et le Zostérops à dos gris.
Il est menacé par la perte de son habitat.

## Publication originale
- Ramsay, 1876 : The Sydney Morning Herald, n. 11717, p. 9.